# Zintuigstelsel

Typisch zintuigstelsel: het gezichtsvermogen, getekend door de klassieke Gray's Fig. 722 – dit schema toont de informatiestroom van de ogen naar de centrale verbindingen in de nervus opticus en de tractus opticus, naar de visuele cortex. De schors van de occipitale kwabben is het gebied in de hersenen dat nodig is voor zien.

Een zintuigstelsel is een onderdeel van het zenuwstelsel dat verantwoordelijk is voor het verwerken van informatie uit de zintuigen. Een zintuigstelsel bestaat uit een receptor (een orgaan of zenuwcellen), de bijbehorende zenuwen en het deel van de hersenen dat dit zintuig aanstuurt. De bekendste zintuigstelsels zijn die van zien, horen, proeven, ruiken, voelen en balans.
Het receptieve veld is het specifieke deel van de wereld waar een receptororgaan en receptorcellen op reageren. Bijvoorbeeld: het deel van de wereld dat een oog kan zien behoort tot het receptieve veld van dat orgaan.

## Stimulus
Zintuigstelsels coderen voor vier aspecten van een stimulus: type, intensiteit, locatie en duur. Bepaalde receptoren zijn gevoelig voor bepaalde type stimuli. Indien ze een of meerdere van deze stimuli ontvangen, sturen ze een impuls in een bepaald patroon naar de hersenen. Dit patroon zegt onder andere iets over de intensiteit van de stimulus (bijvoorbeeld hoe hard een geluid is). De locatie van de receptor die de stimulus ontvangt geeft de hersenen informatie over de locatie van de stimulus.
Een stimulus bestaat bij een zintuigstelsel doorgaans uit een fysiek verschijnsel dat waargenomen kan worden, zoals temperatuur, smaak, geluid en druk.

## Menselijk zintuigstelsel
Het menselijk zintuigstelsel is onder te verdelen in diverse substelsels:
- Gezichtsvermogen
- Gehoor
- Tastzin
- Smaaksysteem
- Reukzin
- Evenwichtszin

Jeff Hawkins stelde een systeem op waarbij de cellen van het menselijk zintuigstelsel worden gelabeld als V1, V2 A1, A2, enz. Elke classificatie staat voor een bepaald aantal cellen in de hersenen die voor een stuk van het zintuigstelsel verantwoordelijk zijn.